# Quiacaua abacta
Quiacaua abacta là một loài bọ cánh cứng trong họ Cerambycidae.